# Crush (邦喬飛專輯)
《Crush》是美國搖滾樂團邦喬飛的第七張錄音室專輯。由小島唱片（Island Records）在2000年5月29日發行，總長57:52。製作人是瓊·邦·喬飛與瑞奇·山伯拉。
《Crush》登上Billboard 200第九名，此排名與邦喬飛上一張專輯These Days相同。在第43屆葛萊美獎，《Crush》被提名為最佳搖滾專輯，專輯主打歌曲〈It's My Life〉被提名為最佳搖滾組合或團體歌曲（Best Rock Performance by a Duo or Group with Vocal），不過最後沒有獲獎。《Crush》是美國唱片業協會認證雙白金唱片。